# Aderus minimus
Aderus minimus es una especie de insecto coleóptero perteneciente a la familia Aderidae. Fue descrita científicamente por George Charles Champion en 1915.

## Distribución geográfica
Habita en Borneo.